# Let The Beat Go On
A Let The Beat Go On a nigériai születésű svéd producer-fogorvos, Dr. Alban 3. albumának a Look Who's Talking harmadik kislemeze. A dalban Nana Hedin és Jessica Folcker vokálozott. A dal több európai slágerlistára is felkerült.

## Tracklista
CD kislemez
1. "Let The Beat Go On" (short) – 4:03
2. "Let The Beat Go On" (long) – 5:28

CD maxi
1. "Let The Beat Go On" (short) – 4:03
2. "Let The Beat Go On" (long) – 5:28
3. "Let The Beat Go On" (jungle speed) – 5:27
4. "Let The Beat Go On" (dingogamadub) – 5:26

7" kislemez
1. "Let The Beat Go On" (short) – 4:03
2. "Let The Beat Go On" (DinDogAmaDub) – 5:26

## Slágerlista
| Slágerlista (1994)                               | Legmagasabb helyezés |
| ------------------------------------------------ | -------------------- |
| Ausztria (Ö3 Austria Top 40)                     | 23                   |
| Belgium (VRT Top 30 Flanders)                    | 9                    |
| Finnország (Suomen virallinen lista)             | 3                    |
| Franciaország(SNEP)                              | 12                   |
| Germany (Media Control Charts)                   | 18                   |
| Hollandia (Top 40)                               | 22                   |
| Spanyolország (AFYVE)                            | 1                    |
| Svédország(Sverigetopplistan)                    | 17                   |
| Egyesült Királyság (The Official Charts Company) | 1                    |

## Külső hivatkozások
- Dr Alban hivatalos weboldala[8]
- A dal szövege[9]
- A dal videóklipje[9]